# ولاگلی‌فلوزین
ولاگلی‌فلوزین (انگلیسی: Velagliflozin) یک داروی ضد دیابت است که برای درمان دیابت گربه‌ها به کار می‌رود. ولاگلی‌فلوزین یک مهارکننده همزمان انتقال دهنده سدیم-گلوکز ۲ (SGLT2) است. این دارو از راه دهان مصرف می‌شود.

## کاربرد پزشکی
این دارو برای بهبود کنترل قند خون در گربه‌های دیابتی سالم که قبلاً با انسولین درمان نشده‌اند، پیشنهاد داده می‌شود.